# Altach (Barbing)
Altach ist ein Ortsteil der Gemeinde Barbing im Landkreis Regensburg (Bayern) mit 69 Einwohnern (Stand 1. Januar 2025). Im Nordosten des Dorfes fließt die Donau vorbei.

## Geschichte
Eine Urkunde aus dem 8. Jahrhundert sagt aus, dass mit Zustimmung des Herzogs Tassilo von Bayern dem Kloster Sankt Emmeram in Regensburg Grundstücke auf der von Donauarmen umflossenen Insel „Opinesaldaha“ (Altach) überlassen wurden.
Am 1. Januar 1978 wurde die Gemeinde Illkofen, zu der Altach gehörte, in die Gemeinde Barbing eingegliedert.